# Перевальное (Восточно-Казахстанская область)
Перевальное (каз. Перевальное) — село в Глубоковском районе Восточно-Казахстанской области Казахстана. Входит в состав Красноярского сельского округа. Находится примерно в 10 км к северо-востоку от районного центра, посёлка Глубокое. Код КАТО — 634053300.

## Население
В 1999 году население села составляло 1098 человек (530 мужчин и 568 женщин). По данным переписи 2009 года, в селе проживало 1285 человек (617 мужчин и 668 женщин).